# Ny Forskning i Grammatik
Ny Forskning i Grammatik er et dansk-sproget videnskabeligt tidsskrift, der indeholder artikler om grammatik i dansk og andre sprog.
Tidsskriftet udkom første gang i 1993 og fra og med 2016 har det været et onlinetidsskrift. 
Der udkommer et nummer årligt og artiklerne fagfællebedømmes.
Serieredaktør er Eva Skafte Jensen fra Dansk Sprognævn.
Det er tilgængelig fra tidsskrift.dk.
Blandt forfattere til artikler i tidsskriftet har været Iørn Korzen, Kasper Boye, Lars Heltoft og Erik Hansen.